# Papantla de Olarte
Papantla de Olarte, también conocida como la ciudad que perfuma el mundo y la ciudad de los tres corazones, es un municipio perteneciente al Estado de Veracruz, México, ubicado a unos 240 km al norte de la capital estatal y a sólo 12 km por carretera de la mancha urbana de Poza Rica.

## Fundación
Fue fundada por la antigua civilización Totonaca en el siglo XIII y ha dominado la región del estado de Totonacapan desde entonces. Característicos de este lugar son la vainilla, que es nativa de esta región; la Danza de los Voladores; y el yacimiento arqueológico El Tajín, que fue nombrado Patrimonio de la Humanidad. Papantla todavía tiene comunidades muy fuertes de totonacas, que mantienen la cultura y el idioma. La ciudad contiene una serie de murales y esculturas a gran escala, realizados por el artista nativo Teodoro Cano, que honran la cultura totonaca. El nombre Papantla deriva del náhuatl y se interpreta con mayor frecuencia como "lugar de los papanes" (una especie de cuervo), el cual era mascota del general Yamir, por lo que en honor a él, decidió bautizar sus tierras conquistadas con este nombre. Este significado se refleja en el escudo de armas del municipio.

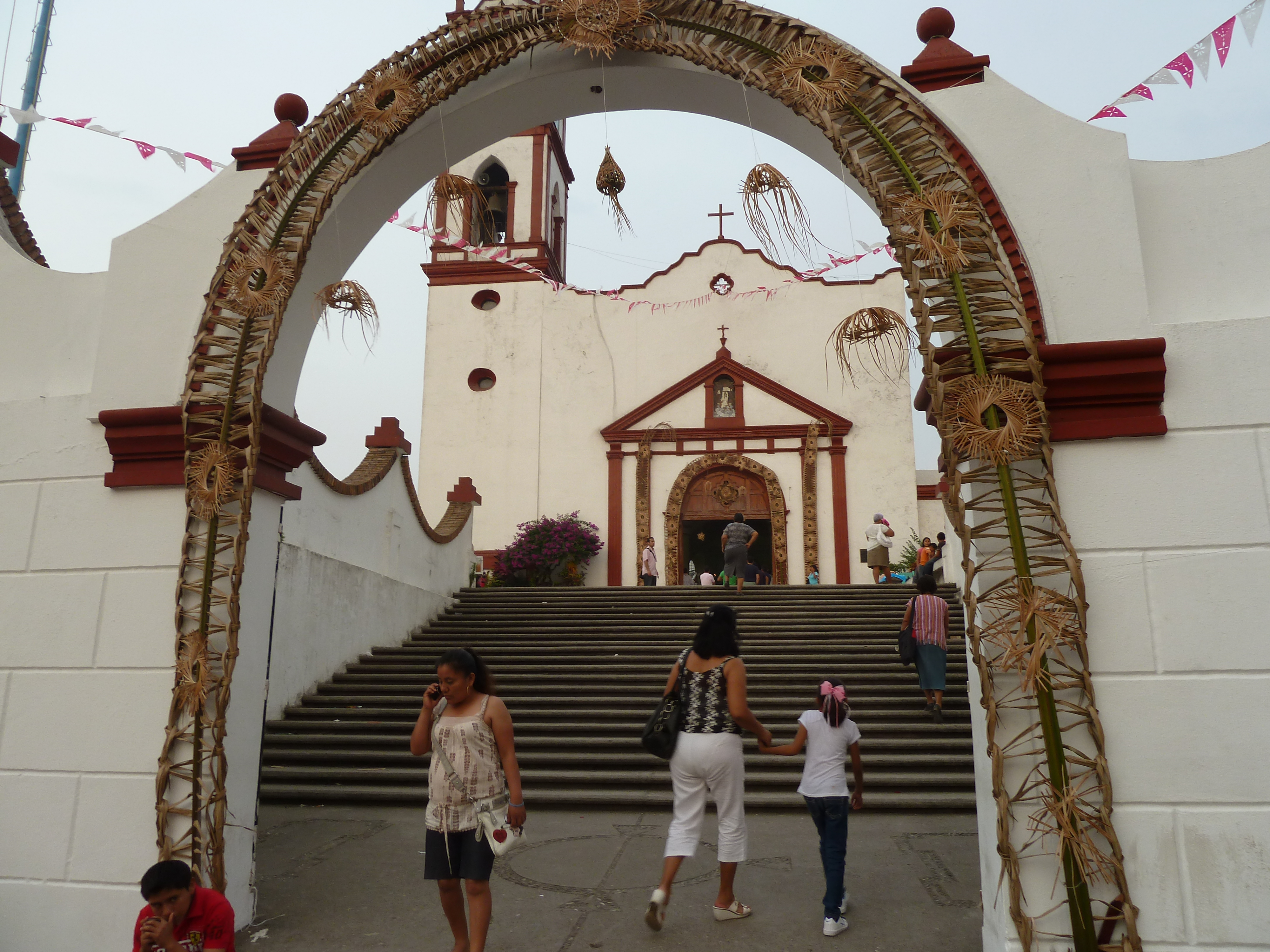
Fachada de la catedral de Nuestra Señora de Asunción, con portal engalanado con hoja de palma trenzada durante la Semana Santa

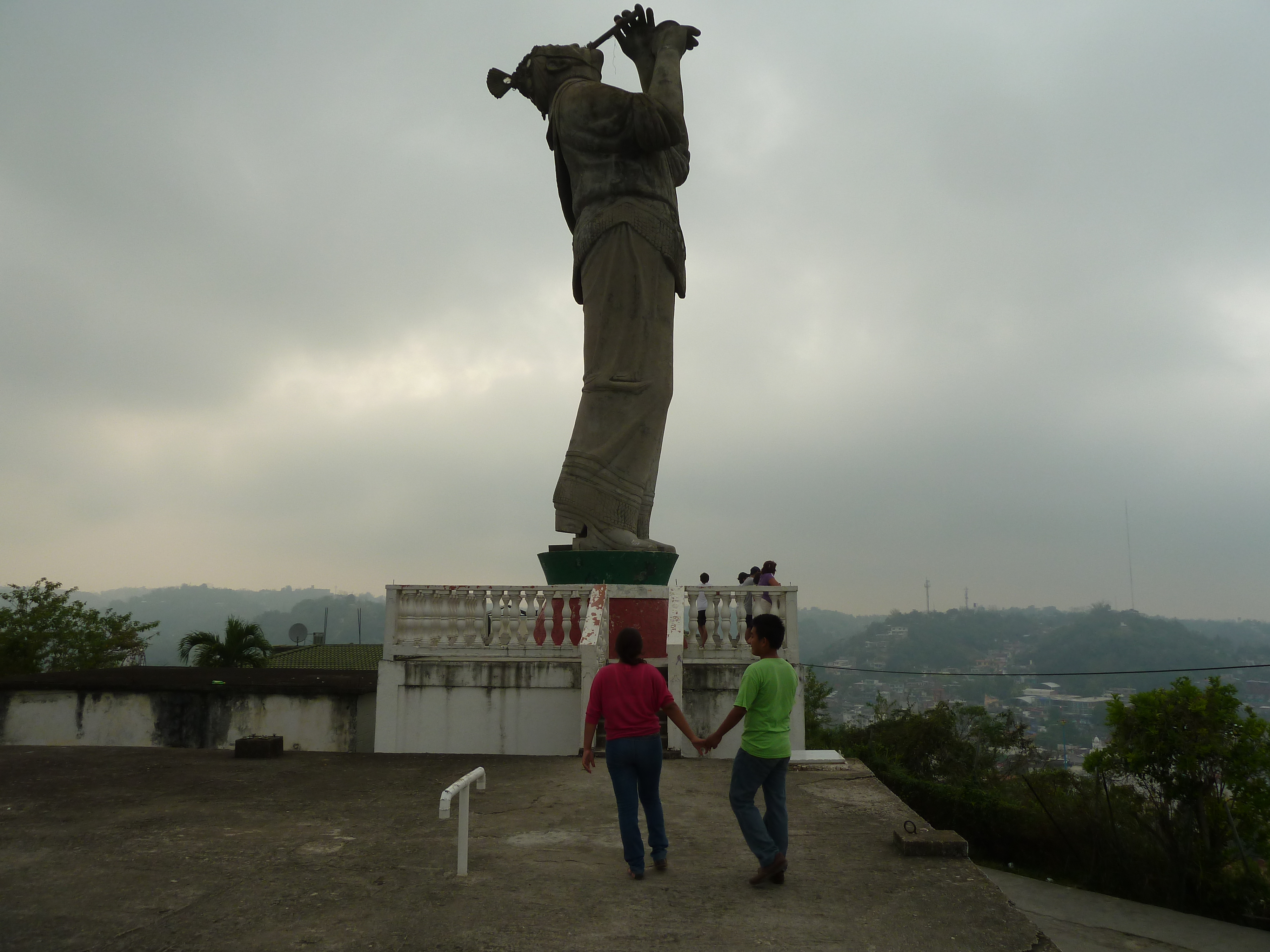
Monumento al Volador, Papantla

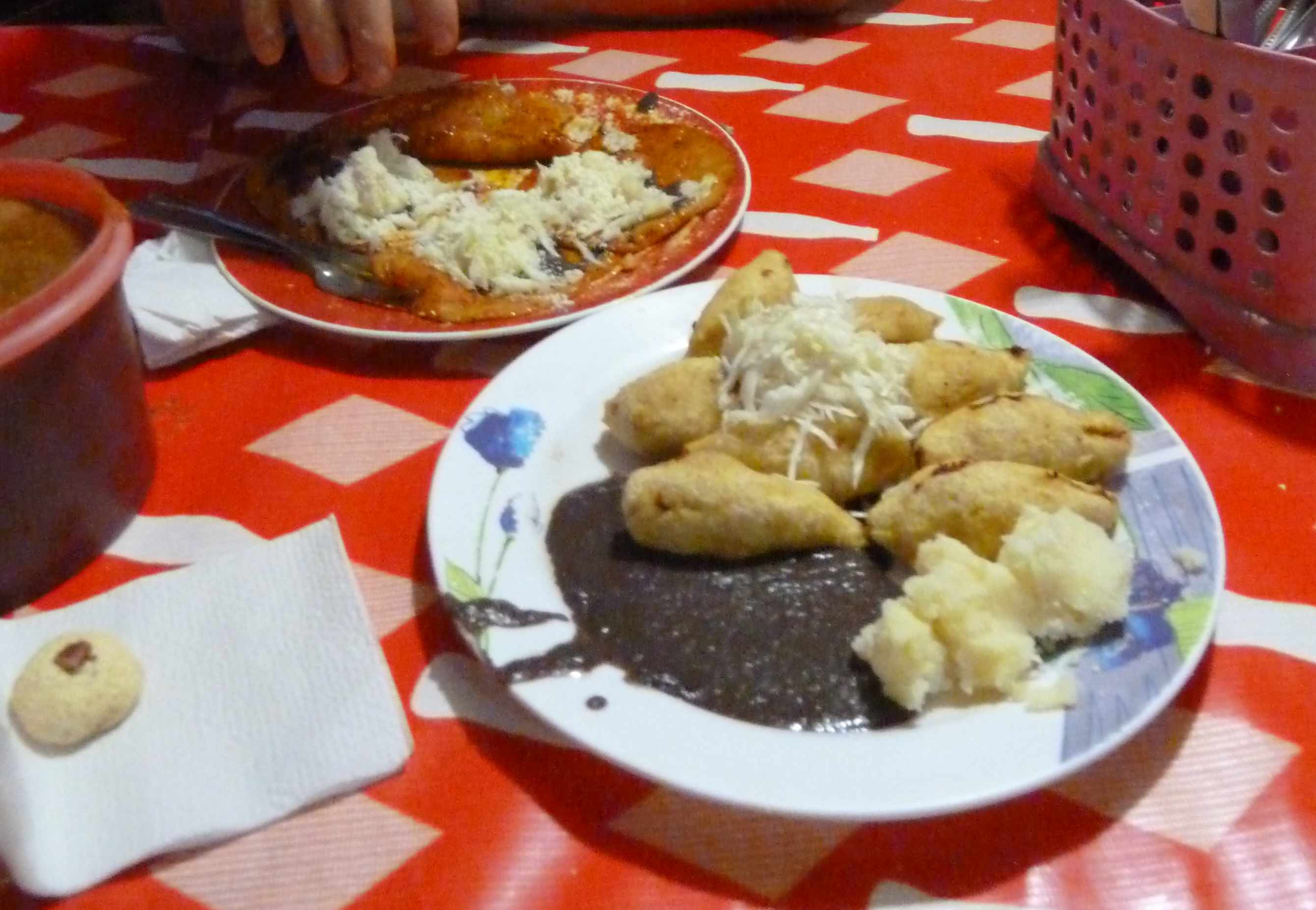
Gastronomía de Papantla: molotes

## Etimología
La palabra Papantla proviene de la voz náhuatl papan (ave muy ruidosa característica de la zona) y tlan (lugar donde abunda), que significa "lugar de papanes". Para los residentes más antiguos de la ciudad y sus comunidades, el nombre se origina de los términos de la lengua totonaca pap (luna), pan (lugar) y tlan (bueno), que en su traducción al español sería "lugar de la luna buena". Papantla es también conocida por los lugareños como Kachikin, vocablo en lengua totonaca que quiere decir Pueblo o Caserío. También es conocida como la Ciudad de los Tres Corazones o la Ciudad que Perfuma el Mundo.

## Historia
Se dice que los totonacos llegaron del norte del país, del lugar conocido como Chicomoztoc, que significa siete cuevas, donde vivían con los Mexicas o Aztecas, Acolhuas, Chalcas, Tepanecas, Tlajuicas, Xochimilcas y Tlaxcaltecas. Posteriormente, partieron para buscar nuevas tierras donde establecerse y así llegaron a la laguna de Tamiahua y a la región Paxil, esta última, localizada en el Estado de Morelos. Cerca de Misantla, encontraron el maíz que llevaron consigo al seguir su viaje, pasando por varios pueblos, entre ellos Yohualichan, Tula, Teotihuacán, Yucatán y Ecatlan hasta llegar a Mixquilhuacan, lugar donde fundaron la capital de su imperio.
Ya establecidos, conquistaron varios pueblos y crecieron sus dominios. Después llegaron los Chichimecas y se instalaron en la parte poniente de la región, atacando y sometiendo al pueblo Totonaca, razón por la cual abandonaron Mixquilhuacan y viajaron hacia Tuzamapa, Teayo, Yohualichan, El Tajín, Zempoala, la Isla de Sacrificios, lugares donde se fundó el Totonacapan libre.
En esta zona, específicamente en la Sierra Papanteca, empezaron a construir grandes pirámides, floreciendo la arquitectura, la escultura, y la cerámica Totonaca, en su máxima expresión, surgiendo así la imponente Ciudad del Tajín, que significa "Ciudad del Trueno". La población de Papantla creció alrededor de la ciudad de El Tajín. El lugar fue uno de los primeros poblados, convirtiéndose en la cabecera del Totonacapan (región de los Tres Corazones).
En tiempos de la Colonia se le denominaba “Alcaldía Mayor de Papantla”, la que estaba a las órdenes de la Real Audiencia de México y de los Virreyes de la Nueva España, abarcaba una jurisdicción de enormes extensiones que incluía los ahora municipios de: Cazones, Coatzintla, Coyutla, Espinal, Coxquihui, Chumatlán, Filomeno Mata, Gutiérrez Zamora, Mecatlán, Poza Rica, Progreso de Zaragoza, Tecolutla, y Zozocolco de Hidalgo. Posteriormente por órdenes del Rey de España, Carlos III se unió a las alcaldías de Pánuco, Xalapa, La Antigua, Veracruz, Córdoba, Orizaba, Cosamaloapan, Tuxtla y Acayucan, formando así la “Intendencia de Veracruz”, que habría de ser el antecedente del Estado de Veracruz de Ignacio de la Llave.
También durante la Colonia se le conoce como Villa de Santa María de Papantla; después simplemente Papantla y el 20 de agosto de 1910 adquiere la categoría de ciudad denominándose "Papantla de Hidalgo"; el 20 de diciembre en homenaje y reconocimiento al ilustre Insurgente Totonaca de tiempos de la Independencia: Serafín Olarte, la ciudad cambia de nombre y es el que hasta hoy día se conserva: "Papantla de Olarte".
En el 2010 se celebraron los 100 años de ser elevada a Ciudad con grandes festividades, se puso una cápsula del tiempo en la catedral, se acuñó la moneda conmemorativa y los billetes de la celebración, esta localidad tiene 189.659 habitantes.

### Cultura
Una de las canciones de mayor impacto cultural y que mejor refleja a la cultura papanteca es ‘Nimbe', por ello el nombre es muy usado en la población. El autor de dicha canción fue "Don Nemorio Martínez" en el año de 1953. Sin duda alguna esta melodía es considerada cómo el himno del totonacapan. El artista es originario de esta ciudad -nació el 7 de septiembre de 1917 y falleció el 30 de agosto de 1993 tuvo por padres a Leovigildo Martínez Y Efigenia Pasaron.

### Papantla como Pueblo Mágico
En agosto de 2009, Papantla perdió el título de Pueblo Mágico. En ese año también perdieron el título Tepoztlán, en Morelos y Mexcaltitán en Nayarit. El martes 31 de junio de 2012 Papantla recuperó el título de Pueblo Mágico.
Papantla, orgullosa de sus raíces culturales, llena de una extensa belleza, en un atractivo cultural, que no solo incluye exótica comida, ruinas arqueológicas y arte en todas sus expresiones. Trabaja día a día para ser la ciudad que perfuma al mundo, con su fragante vainilla. Ciertamente la magia de esta ciudad esta en sus empedrados, en su bella arquitectura, sus plazas y mercados, en sus calles estrechas y los misterios en sus cielos, es Papantla orgullo de su Estado, Veracruz, y de su Nación, México.
Ciertamente sus calles conocen la limpieza de manos artesanales, gente de valor que cuida cada zona, inversiones de amor, aun teniendo la modernidad en los interiores, las fachadas de su centro se conservan prácticamente intactas, con un toque colonial.

### Colonia modelo de Papantla
Por decreto del gobierno mexicano, del 10 de mayo de 1856 se establecieron cuatro colonias de europeos entre Xalapa y Veracruz, pero por diversas razones se llevó a cabo solo una Colonia Modelo de Papantla con inmigración italiana, para mostrar “una colonia-modelo que tenga por objeto hacer palpables las ventajas de la inmigración en la República”. Dos años después, el 3 de junio de 1858, llegó a Tecolutla un barco procedente de Génova, con 232 emigrantes, entre genoveses y lombardos.
Los italianos llegaron a Tecolutla y Papantla en plena guerra civil (Guerra de Tres Años o de Reforma), pero fueron abandonados por los mexicanos, porque sospechaban que eran mercenarios traídos para apoyar la causa liberal, en una tierra estéril que entonces carecía de infraestructuras y estaba infestada por el paludismo. Muchos de ellos murieron vencidos por el trópico. Fue un fracaso. Afortunadamente se trasladaron al rancho de "El Cristo", entre Gutiérrez Zamora y Papantla, donde las tierras eran más aptas a la agricultura. “Sembraron maíz para la polenta; se dedicaron con éxito a la cría del ganado; supieron aprovechar la principal riqueza de la región: la vainilla” y triunfaron en un lugar que en el año 1981 el “Veracruz Económico” describe como “el más hermoso espectáculo agrícola que puede verse en México”.
Después de que los colonos italianos se instalarán en el Cristo y prosperaran, Así mismo también fueron llegando a la villa de Papantla numerosos emigrantes de origen español procedentes de Burgos y Alicante dónde sus familias descendientes forman hoy en día parte de la sociedad papanteca.

## Geografía

### Límites municipales
Tiene límites administrativos con los siguientes municipios, entidades, y/o accidentes geográficos, según su ubicación. El municipio posee una extensión territorial de 1,119.26 kilómetros cuadrados, colindando al norte con los municipios de Cazones de Herrera y Tihuatlán; al sur con Martínez de la Torre y con el Estado de Puebla; al este con el Golfo de México, Tecolutla y Gutiérrez Zamora y al oeste con Poza Rica, Coatzintla y Espinal. Se encuentra a una altitud de 180 m s. n. m., en las estribaciones de la Sierra Madre Oriental, zona llamada localmente Sierra de Papantla. Su clima es cálido regular, con una temperatura promedio anual de 20,8ºCs.
Los ecosistemas que coexisten en el municipio son el de bosque subtropical perennifolio, con especies de árboles como jonote, laurel, palo mulato, cedro, ceiba y algunas variedades de la familia de las leguminosas. La fauna está compuesta por poblaciones de armadillos, conejos, tejones, mapaches, tlacuache, coyotes, ardillas, palomas, codornices, gavilanes, víboras de coralillo, tecolotes o búhos, ocelotes, mazacuatas y nauyacas. Cuenta además con una gran variedad de recursos pesqueros, desde mariscos como los camarones, las acamayas o langostinos, hasta peces como el bobo o el bagre.
Su producción ganadera se explota para engorda, obtención de carne y leche. Cuenta además con producción petrolera y una industria como la del desgrane, descascarillado, limpieza y tostado de café, y producción de vainilla, maíz, frijol, naranja, plátano, chile, tabaco, ajonjolí, papaya, entre otras.

### Clima
El clima de la región es cálido regular, con una temperatura media anual de 20.8 °C, con abundantes lluvias en verano y principios de otoño. La precipitación media anual es de 1,186.8 mm.
| Parámetros climáticos promedio de Papantla de Olarte                   | Parámetros climáticos promedio de Papantla de Olarte | Parámetros climáticos promedio de Papantla de Olarte | Parámetros climáticos promedio de Papantla de Olarte | Parámetros climáticos promedio de Papantla de Olarte | Parámetros climáticos promedio de Papantla de Olarte | Parámetros climáticos promedio de Papantla de Olarte | Parámetros climáticos promedio de Papantla de Olarte | Parámetros climáticos promedio de Papantla de Olarte | Parámetros climáticos promedio de Papantla de Olarte | Parámetros climáticos promedio de Papantla de Olarte | Parámetros climáticos promedio de Papantla de Olarte | Parámetros climáticos promedio de Papantla de Olarte | Parámetros climáticos promedio de Papantla de Olarte |
| Mes                                                                    | Ene.                                                 | Feb.                                                 | Mar.                                                 | Abr.                                                 | May.                                                 | Jun.                                                 | Jul.                                                 | Ago.                                                 | Sep.                                                 | Oct.                                                 | Nov.                                                 | Dic.                                                 | Anual                                                |
| ---------------------------------------------------------------------- | ---------------------------------------------------- | ---------------------------------------------------- | ---------------------------------------------------- | ---------------------------------------------------- | ---------------------------------------------------- | ---------------------------------------------------- | ---------------------------------------------------- | ---------------------------------------------------- | ---------------------------------------------------- | ---------------------------------------------------- | ---------------------------------------------------- | ---------------------------------------------------- | ---------------------------------------------------- |
| Temp. máx. abs. (°C)                                                   | 24                                                   | 26                                                   | 28                                                   | 31                                                   | 33                                                   | 33                                                   | 32                                                   | 33                                                   | 32                                                   | 30                                                   | 27                                                   | 25                                                   | 27                                                   |
| Temp. máx. media (°C)                                                  | 22                                                   | 24                                                   | 26                                                   | 29                                                   | 30                                                   | 30                                                   | 30                                                   | 30                                                   | 28                                                   | 28                                                   | 24                                                   | 23                                                   | 25                                                   |
| Temp. mín. media (°C)                                                  | 13.8                                                 | 14.4                                                 | 17.3                                                 | 19.6                                                 | 22.1                                                 | 22.8                                                 | 22.4                                                 | 22.3                                                 | 12.7                                                 | 19.5                                                 | 17.2                                                 | 14.7                                                 | 19                                                   |
| Temp. mín. abs. (°C)                                                   | 16                                                   | 17                                                   | 19                                                   | 22                                                   | 24                                                   | 24                                                   | 24                                                   | 24                                                   | 23                                                   | 22                                                   | 19                                                   | 17                                                   | 19                                                   |
| Precipitación total (mm)                                               | 41.6                                                 | 35.8                                                 | 36.5                                                 | 59.1                                                 | 87.6                                                 | 157.7                                                | 131.6                                                | 138.8                                                | 226.8                                                | 138.6                                                | 79.1                                                 | 53.6                                                 | 1186.8                                               |
| Días de precipitaciones (≥ 1 mm)                                       | 7                                                    | 6.5                                                  | 5                                                    | 4.7                                                  | 4.5                                                  | 7.8                                                  | 7.3                                                  | 8                                                    | 10.2                                                 | 7.8                                                  | 7                                                    | 7.1                                                  | 82.9                                                 |
| Horas de sol                                                           | 11.5                                                 | 11.9                                                 | 12.4                                                 | 13                                                   | 13.5                                                 | 13.8                                                 | 13.6                                                 | 13.2                                                 | 12.6                                                 | 12                                                   | 11.5                                                 | 11.3                                                 | 12.5                                                 |
| Fuente: Servicio Meteorológico Nacional Weatherbase 1 de enero de 2024 |                                                      |                                                      |                                                      |                                                      |                                                      |                                                      |                                                      |                                                      |                                                      |                                                      |                                                      |                                                      |                                                      |

## Personas destacadas
- Serafín Olarte, patriota totonaco y libertador insurgente.
- José de Jesús Núñez y Domínguez, periodista, poeta, político, diplomático y académico.
- Abraham Bandala Patiño, político y militar (gobernó 15 veces en el estado de Tabasco).
- Donato Márquez Azuara, educador, poeta y pintor.
- Jorge de Castro Cancio, educador.
- Vicente Herrera Hernández, militar.
- Manuel Maples Arce, escritor y diplomático.
- Agustín Pascasio Méndez García, maestro normalista emérito y médico odontólogo.
- Teodoro Cano García, pintor y escultor.
- Lázara Meldiú, poetisa y escritora.
- María Gutiérrez, educadora.
- Gabriel Yorio González, Subsecretario de Hacienda y Crédito Público de México.
- Edmundo Martínez Zaleta, alcalde de 1985 a 1988 y promotor de la construcción del monumento al volador
- Amalia B. Contreras, Educadora

## Sitios de interés
- Zona arqueológica de El Tajín
- Mural escultórico a la cultura Totonaca
- Monumento al volador
- Once murales
- Capilla de "Cristo Rey" (esta es una Iglesia que se construyó en 1950 por el presbítero Pedro Onórico y tiene un ligero parecido a la Catedral de Notre Dame)
- Mural al Pueblo de Papantla
- Parque Takilhsukut (El Parque Temático Takilhsukut es el principal centro de la identidad indígena veracruzana y el lugar más propicio para su diálogo con otras culturas de México y el mundo. Arraigado en el corazón del Totonacapan, es ya un espacio protagónico no solo de la región sino de todo el estado).
- Parques Ecológicos "Kiwikgolo" (Señor del Monte)
- Parque Israel C. Téllez
- Zona arqueológica de Cuyuxquihui
- Casa de la Cultura
- Museo Teodoro Cano
- Museo de las Máscaras en San Pablo
- Parque Ecológico Xanath
- Cascada "El Salto" en Insurgentes Socialistas
- Reserva de la Biósfera de "Talpan" en El Remolino
- Rancho playa
- Tenixtepec
- Cementerio (cuenta con monumentos históricos y tumbas de personajes importantes)
- Talleres Libres de Arte de la Universidad Veracruzana

### Catedral de Nuestra Señora de la Asunción
Se localiza en el centro de Papantla y cuya construcción dio comienzo en el siglo XVI por los religiosos franciscanos. La terminación de este templo fue en 1590. La torre de este edificio sacro tiene 30 metros de altura, se empezó a construir en 1875 y fue finalizada en 1879, su reloj que fue colocado en 1895, siendo este de maquinaria Francesa y en la actualidad todavía funciona. Se mantuvo así hasta la época de la Revolución Mexicana, fue utilizada como caballeriza y cuartel por las tropas villistas. En 1922 se da el nombramiento como diócesis de Papantla. En 1923 se da la categoría de catedral siendo el primer obispo Mons. Nicolás Corona y Corona (1923-1950). El edificio tiene una nave en forma de cruz y una bóveda en la intersección, particular de los franciscanos, la fachada se compone con cuatro pilastras de tipo románico, con un gran arco de entrada, sus puertas son de cedro labrado por artistas de la zona. Además dispone en su área con un espacio destinado a la Danza de los Voladores, así como otra plaza para otras danzas autóctonas, cuenta también con dos atrios en forma de arco, uno al frente y otro en la parte posterior.
La imagen de Santa María de la Asunción que esta catedral alberga data de 1646, según los registros, su existencia es casi milagrosa: esta imagen llegó en una caja flotando a las costas de Tecolutla, donde el cura de aquel lugar propuso que se quedara ahí mismo, sin embargo, la caja indicaba que era para la ciudad de Papantla, con grandes procesiones fue transportada en hombros hasta el lugar en que aún se conserva, esta imagen es de gran belleza y perfección artística, hecha de concreto con recubrimiento cerámico tratado.

### Danzas autóctonas

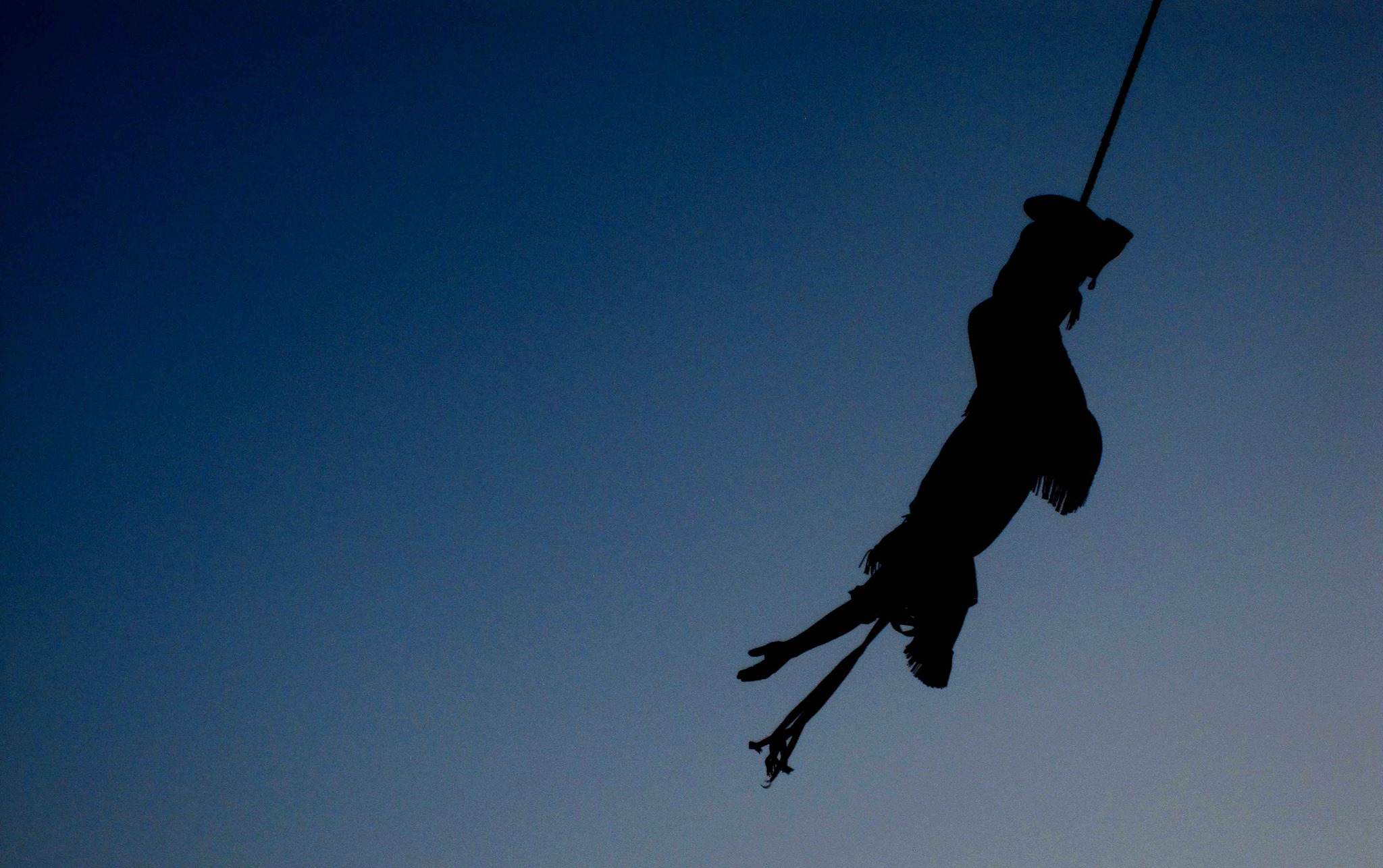
Danzante en ritual de Palo de Volador; Papantla, México.

### - Los voladores
La danza más importante de los totonacas es la famosa danza de los Voladores. De gran contenido ritual, está asociada a actividades agrícolas propiciatorias; es una invocación a los cuatro rumbos del universo,
lo mismo que al agua, al viento, la tierra, la Luna y al Sol –Chichiní- , pues son elementos indispensables para crear vida en la tierra. Generalmente participan cuatro danzantes y un “caporal” que dirige la danza y ejecuta la música. Este se balancea en una plataforma de madera estrecha sin una red o cuerda de seguridad.
La historia del vuelo ceremonial de los Voladores se cubre en las nieblas de la antigüedad. La información sobre el ritual original fue perdida parcialmente cuando los conquistadores invasores de España destruyeron muchos de los documentos y de los códices de las culturas indígenas. Afortunadamente, ha sobrevivido gracias a la historia oral y a los materiales escritos por los primeros visitantes a la Nueva España, gracias a ello los antropólogos y los historiadores han podido documentar por lo menos parte de la historia de esta práctica religiosa antigua y cómo se ha desarrollado con el tiempo.
Un mito Totonaca dice de una época en que había una gran sequía, y el alimento y el agua escaseó en la tierra. Cinco hombres jóvenes decidieron que debían enviar un mensaje a Xipe Totec, dios de la fertilidad, de modo que las lluvias volvieran y fertilizaran el suelo, así sus cosechas prosperarían otra vez. Entraron en el bosque y buscaron el árbol más alto y más recto.
Los hombres pelaron el árbol de sus hojas y ramas, cavaron un agujero para fijarlo verticalmente y después bendijeron el sitio con ofrendas rituales. Los hombres adornaron sus cuerpos con plumas de modo que parecieran como pájaros a Xipe Totec en la esperanza de atraer la atención del dios a su importante petición. Con cuerdas envueltas alrededor de sus cinturas, se aseguraron al poste e hicieron su súplica al volar con el sonido enervante que emanaba de la flauta y del tambor.
En los tiempos prehispánicos el ritual de los Voladores fue realizado en gran parte de México llegando al sur hasta lo que hoy es Nicaragua. Fue realizado cada 52 años (en los cambios del siglo), trasmitiéndose la tradición de padres a hijos. Después de cierto tiempo el ritual fue cayendo en desuso, al punto que solamente los Totonacas y algunos Otomíes realizaban esta práctica antigua.
Los Voladores son un testimonio vivo de los antepasados Totonacas que fundaron Papantla en el año 1200 y que continúa manteniendo la herencia cultural riquísima de esta región de México.

### - Los Guaguas
La danza de los Guaguas representa a hombres adoradores del Sol, dios del Fuego, por su dependencia del sol que es fuego (Quetzal o Quetzali).

### - Los Negritos
La danza de los negritos parece tener su origen en la imitación de los rituales mágicos de los esclavos de origen africano, llevados por colonizadores españoles para trabajar en arduas labores de campo. Es la historia de amor filial, cuenta que un pequeño niño africano sufrió la picadura de una serpiente y ante tal accidente su madre y otras personas ejecutaron danzas rituales; hasta lograr que sanara.
La danza consiste en una serie de 24 bailes o "sones", como los danzantes lo conocen, acompañados con música en vivo con guitarra, tambor, flauta y un violín.
La vestimenta de los hombres son las calzoneras (pantalones cortos de color negro, adornados con lentejuelas y flecos), 4 pañuelos con flecos en las orillas, y un sombrero adornado con listones amarillos. En la mano pueden llevar una castañuela, pañuelos o fuetes, así como también un personaje llamado "marinquilla"; de indumentaria femenina pero interpretado por un hombre, y representa a una sacerdotisa con poder sobre las serpientes.

### - Santiagueros
El Santo Patrono de los soldados de Hernán Cortés, era el San Santiago "Protector de las Españas", personaje mítico a caballo que libró batallas sangrientas, esto influyó fuertemente en la mentalidad religiosa de los pueblos indígenas de la zona.

## Museos
- Museo de Arte y Cultura "Teodoro Cano".
- Museo de la Ciudad.
- Museos del Totonacapan.
- Museo de Máscaras.
- Casa de la Cultura con una exposición permanente de pintura y escultura.
- Talleres Libres de Arte de la Universidad Veracruzana; cuenta con una colección importante de arte.
- Galerías privadas que se pueden visitar durante la feria de Corpus Christi en el evento "La Ruta del Color".

## Sitios arqueológicos
La Ciudad Sagrada del -Tajín-, palabra de origen Totonaco que significa Ciudad del Trueno y que es considerada como Patrimonio de la Humanidad, es un gran atractivo para los visitantes tanto nacionales como extranjeros por ser una de las zonas arqueológicas más importantes de Mesoamérica y la representativa del estado de Veracruz. A partir del 14 de diciembre de 1992 fue reconocida como Bien Cultural en la Lista de Patrimonio Mundial de la UNESCO. Su construcción data del siglo I y tuvo influencia Teotihuacana en el periodo clásico mesoamericano temprano e influencia Tolteca en el periodo posclásico, sin embargo aproximadamente se han detectado 200 edificios, 17 canchas de juego de pelota y una excelente arquitectura que solamente los totonacas imprimieron a su obra llena de arte y cultura, principalmente la Pirámide de los Nichos, descubierta hacia 1785 y considerada un calendario: Civil, Solar y agrícola.
Otra zona arqueológica de gran belleza es la llamada Cuyuxquihui o "árbol de armadillo", de acuerdo al idioma Totonaca, es una fortaleza prehispánica y centro ceremonial situada en el valle de Tecolutla, cerca de 22 kilómetros al sureste de "El Tajín", en un terreno de 30 hectáreas entre árboles y montes, escalinatas, terrazas, basamentos y juegos de pelota. A partir de la caída de "El Tajín", Cuyuxquihui se convirtió en un importante centro ceremonial, sin embargo fue conquistado por los aztecas hacia el año 1465 bajo el dominio de Moctezuma Ilhuicamina.
A mediados del mes de marzo, en esta zona arqueológica se celebra una fiesta conocida como "Cumbre Tajin", y se recuerda aquella época donde estaba en su máximo apogeo. La celebración incluye talleres sobre actividades típicas de la región, así como espectáculos culturales como: conciertos de artistas de gran popularidad, música típica de la región, entre otras. Durante la fiesta hay un lugar donde se puede acampar y estar en contacto con la naturaleza. Esta fiesta es bien conocida internacionalmente y cada año recibe millones de personas de diversas partes del país y del mundo.

## Patrimonios de la Humanidad

### - Los voladores
El 30 de septiembre de 2009 la ceremonia ritual de los Voladores fue declarada Patrimonio Cultural Inmaterial de la Humanidad; el anuncio fue hecho por la Unesco durante las reuniones del Comité intergubernamental para la salvaguarda del Patrimonio Cultural Inmaterial en la ciudad de Abu Dhabi, Emiratos Árabes Unidos.

### - El Tajín
A esta ciudad precolombina se le dio el título de Patrimonio de la Humanidad, por considerar que es un testimonio excepcional de la grandeza de las culturas precolombinas de México y un ejemplo sobresaliente de su arquitectura. El 14 de diciembre de 1992 el sitio prehispánico de El Tajín, fue inscrito como Bien Cultural en la Lista de Patrimonio Mundial de la Unesco.

### - CAI (Centro de las Artes Indígenas)
A las 17:30, hora local del 4 de diciembre en París, Francia, el Centro de las Artes Indígenas. Durante su séptima sesión, llevada a cabo en la Sede de la Organización de las Naciones Unidas para la Educación, la Ciencia y la Cultura (UNESCO), el Comité Intergubernamental para la Salvaguardia del Patrimonio Cultural Inmaterial inscribió a Xtaxkgakget Makgkaxtlawana, Centro de las Artes Indígenas (CAI), de Papantla Veracruz, en la Lista de Buenas Prácticas para la Salvaguardia del Patrimonio Cultural Inmaterial.
Por tanto, Papantla de Olarte es de las pocas ciudades a nivel mundial que cuenta con tres Patrimonios de la Humanidad.

### Denominación de Origen (“Vainilla de Papantla”)
La vainilla es un género de orquídeas con 110 especies distribuidas mundialmente en las regiones tropicales. La más conocida es la especie Vanilla planifolia que produce un fruto del que se obtiene un saborizante aromático, la vainilla. Es una especia del continente americano, de origen mexicano, de Papantla en la costa veracruzana. El 5 de marzo de 2009 se otorga la protección prevista en la Ley de la Propiedad Industrial a la Denominación de Origen “Vainilla de Papantla”. Aunque la misma especie sea cultivada en otros lugares del mundo, la vainilla de Papantla, es de una calidad única debido a los factores geográficos y meteorológicos de la zona Totonaca. La denominación protege un territorio con 39 municipios de Veracruz y Puebla.

## Gastronomía
Los principales platillos más representativos del municipio son:
- Mole con carne de cerdo, gallina o guajolote. (A diferencia del resto del país, en esta zona de la huasteca veracruzana, el mole, además de tener un sabor más dulce debido al empleo del cacao, se acompaña con bolillo en lugar de tortilla).
- Tamales de fríjol y acoyotl.
- Pulacles (alimento de reyes totonacas, receta que no sólo es un deleite gastronómico sino también medicinal gracias a las plantas con las que es elaborado, ejemplo de ello es el acollo, que es un desinflamante natural.
- Tamales de picadillo (mayormente consumidos por los niños).
- Tamal envuelto en hoja de plátano con carne de cerdo (conocido como "Tamal Corriente").
- Bollitos de anís y pintos.
- Totopos de maíz con sal o azúcar (acompañados normalmente con salsa).
- Tintines.
- Pemoles.
- Enchiladas de jitomate.
- Enchiladas de pipián (consumidas mayormente en fiestas patronales).
- Zacahuil (el platillo típico por excelencia de la ciudad).
- Bocoles rellenos (platillo muy popular en la zona, además de tener gran similitud con las "arepas" de Colombia y Venezuela).
- Dulces de calabaza.
- Atole de diversos sabores, fríos o calientes.
- Atole de reyes.
- Atole de bolitas.
- Atole morado.
- Mano de res.
- Molotes (pequeños rollos de masa frita rellena de carne, normalmente puerco).

## Artesanías
Se elaboran figuras con la vaina de la vainilla, abanicos, cestos, sombreros, bolsas y sandalias elaborados con hoja de palma; flautas y tamborcillos fabricados con carrizo y tarro y recubrimiento de piel de ardilla y madera de cedro; representaciones a escala de los diversos danzantes autóctonos de la región totonaca, hechos de barro o cerámica vidriada; ropa autóctona y de los danzantes, en todas las tallas.